# Rödbrun höstmygga
Rödbrun höstmygga, Aedes cinereus är en tvåvingeart som beskrevs av Johann Wilhelm Meigen 1818. Aedes cinereus ingår i släktet Aedes och familjen stickmyggor. Arten är reproducerande i Sverige. Inga underarter finns listade i Catalogue of Life.